# 囊袋內褲

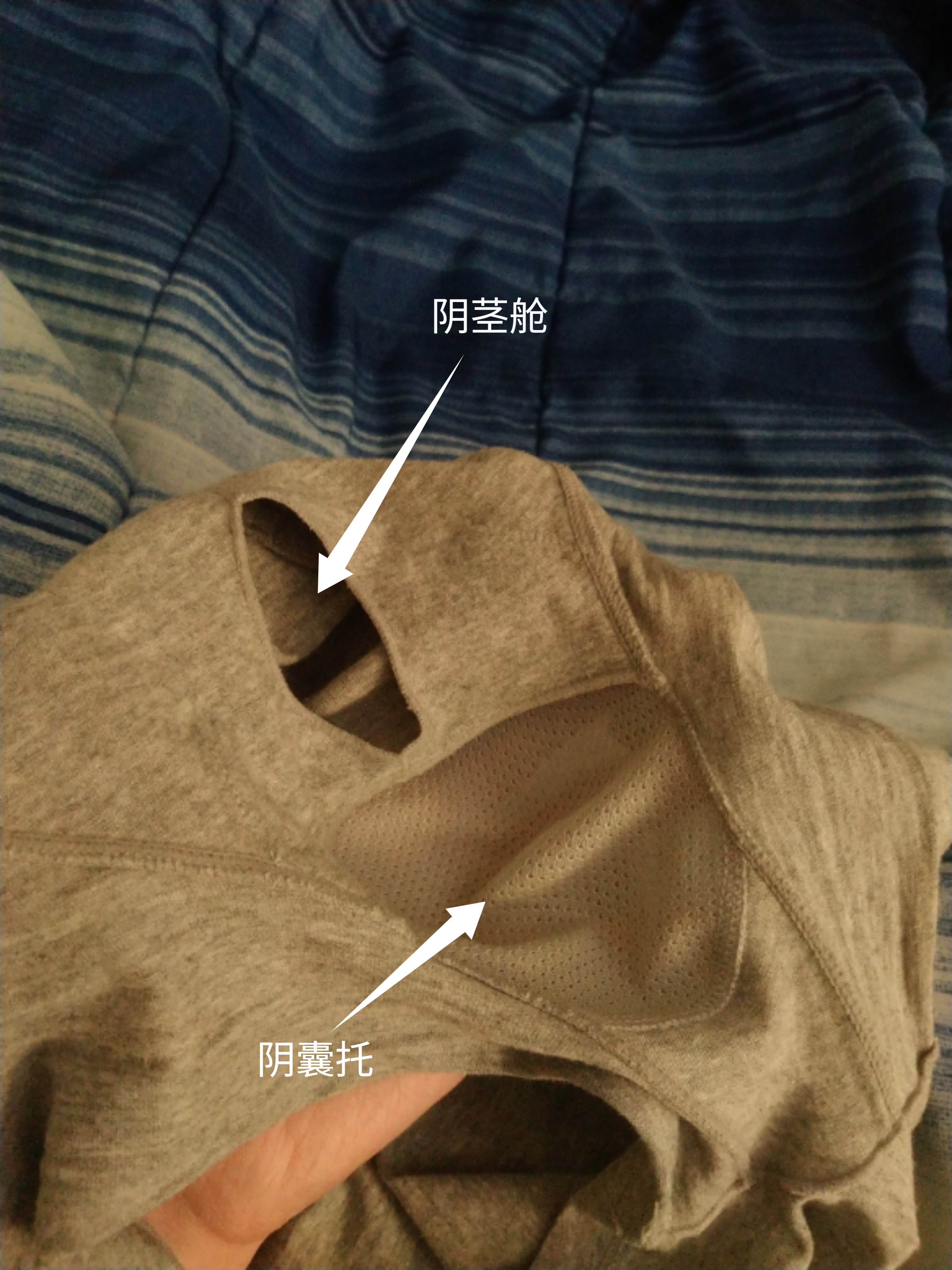
囊袋内裤内部

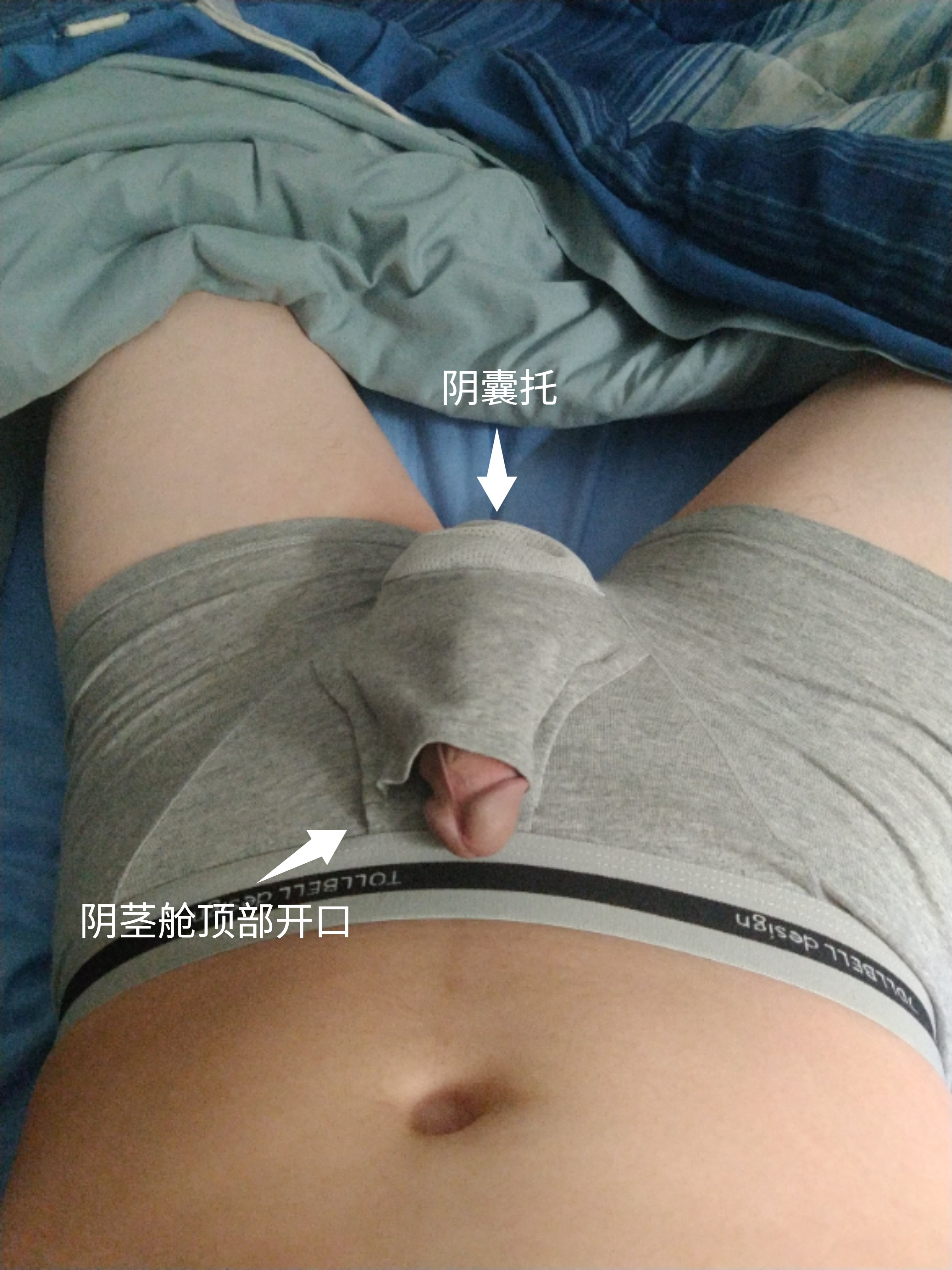
身着囊袋内裤

囊袋內褲，俗稱「槍彈分離內褲」，或寫作「槍蛋分離內褲」，男性內褲的一種類型；可設計為三角褲或四角褲，但市面多見四角褲者。主要在褲身前方的裡側，設有一個立體的囊袋安置陰囊、或以帶子托住陰囊，使陰莖與陰囊隔開，陰莖則是向上放置，兩側通風，頂部多設有開口，以減少陰莖勃起時的壓迫，降低對發育的干擾，並方便如廁。外觀上，內褲正中的局部呈U字形，陰囊部有相當明顯的囊袋狀，但陰囊不易與腹部、大腿內側過於接近及摩擦，對陰囊來說有透氣降溫的效果，能够保持陰囊乾爽，防止悶熱潮濕，減少细菌繁殖與陰囊濕疹等問題，同時能够有效防止陰囊下垂。。有內褲業者宣稱穿著此種內褲可改善不孕情況。